# Sinfonia n. 1, in quattro tempi come le quattro stagioni
La Sinfonia n. 1, in quattro tempi come le quattro stagioni è una composizione sinfonica di Gian Francesco Malipiero.
Terminata ad Asolo nel febbraio del 1933, essa rappresenta la prima sinfonia numerata dell'autore veneziano che, complessivamente, ne compose diciassette tra il 1905 e il 1969.
Alfredo Casella ne curò la prima esecuzione al Teatro Comunale di Firenze il 2 aprile 1934, nel contesto del Festival della S.I.M.C. (Società Internazionale di Musica Contemporanea).

## Genesi dell'opera
Nel Catalogo annotato fino al 1952, l'autore si sofferma a spiegare le origini della sinfonia, che, un po' causticamente, avrebbe voluto chiamare "prima e ultima":
Quando vivevo in campagna, qualche volta sentivo la nostalgia per Venezia (sono grato a coloro che mi hanno guarito, e per sempre, da questa dolcissima sofferenza), leggevo spesso i poeti veneziani e fra questi preferivo il Lamberti per le sue Stagioni, che sono otto, quattro cittadine e quattro campestri. Da principio volevo quasi musicarne qualche frammento, quelli che più mi commovevano perché mi ricordavano la Venezia della mia fanciullezza, una Venezia ormai sparita per sempre. A poco a poco eliminai, mio malgrado, ogni diretta allusione a Venezia e al Lamberti, e, chi sa come, si mantenne a galla, dopo una delle solite benefiche tempeste, non un relitto, ma la prima sinfonia in quattro tempi, come le quattro stagioni. Non è musica a programma; perciò della poesia lambertiana nulla è rimasto, salvo appunto la nostalgia per quello che è andato perduto.

## Struttura
Malipiero non intende il termine "sinfonia" nel senso che le hanno attribuito i maestri austro-tedeschi, rifacendosi piuttosto alla musica strumentale italiana scritta tra fine '600 e fine '700.
Pertanto il profilo di questa e delle altre sinfonie, svincolato da rigide clausole formali, è squisitamente libero e improvvisativo, rispondente solo alle spinte espressive interiori. 
Benché allergico allo sviluppo dei temi, Malipiero colloca qua e là nella pagina alcuni motivi ricorrenti su cui innestare il discorso musicale. I riferimenti alle stagioni servono all'autore a chiarire il carattere dei quattro movimenti, senza che essi costituiscano le didascalie di una "musica a programma": il primo " Quasi andante. Sereno" (primavera) è un pezzo dai delicati accenti pastorali; il secondo, "Allegro", ha il vigore di un caldo giorno d'estate; il terzo è un "Lento, ma non troppo", imbevuto di malinconia autunnale; il quarto movimento "Allegro, quasi allegretto", nelle parole del compositore, "ha dell'inverno, l'allegria del carnevale o la giocondità della neve che, specialmente nelle sue fugaci apparizioni in Italia, non dà mai un senso di tristezza, tutt'altro".